# Saison 2016-2017 du LOSC Lille
Maillots
Chronologie
Saison précédente Saison suivante
La saison 2016-2017 LOSC est la cinquante-septième saison du club nordiste en première division du championnat de France, la dix-septième consécutive du club au sommet de la hiérarchie du football français.
Le club évolue en Ligue 1, en Coupe de France, en Coupe de la Ligue et participe à la phase de qualification de la Ligue Europa.

## Préparation d'avant-saison
Le LOSC effectue un stage de 10 jours au Touquet du 6 au 16 juillet et y dispute 3 matchs amicaux. Un dernier match est programmé à Beveren le jour de la célébration de la fête nationale belge.

## Transferts

### Transferts estivaux

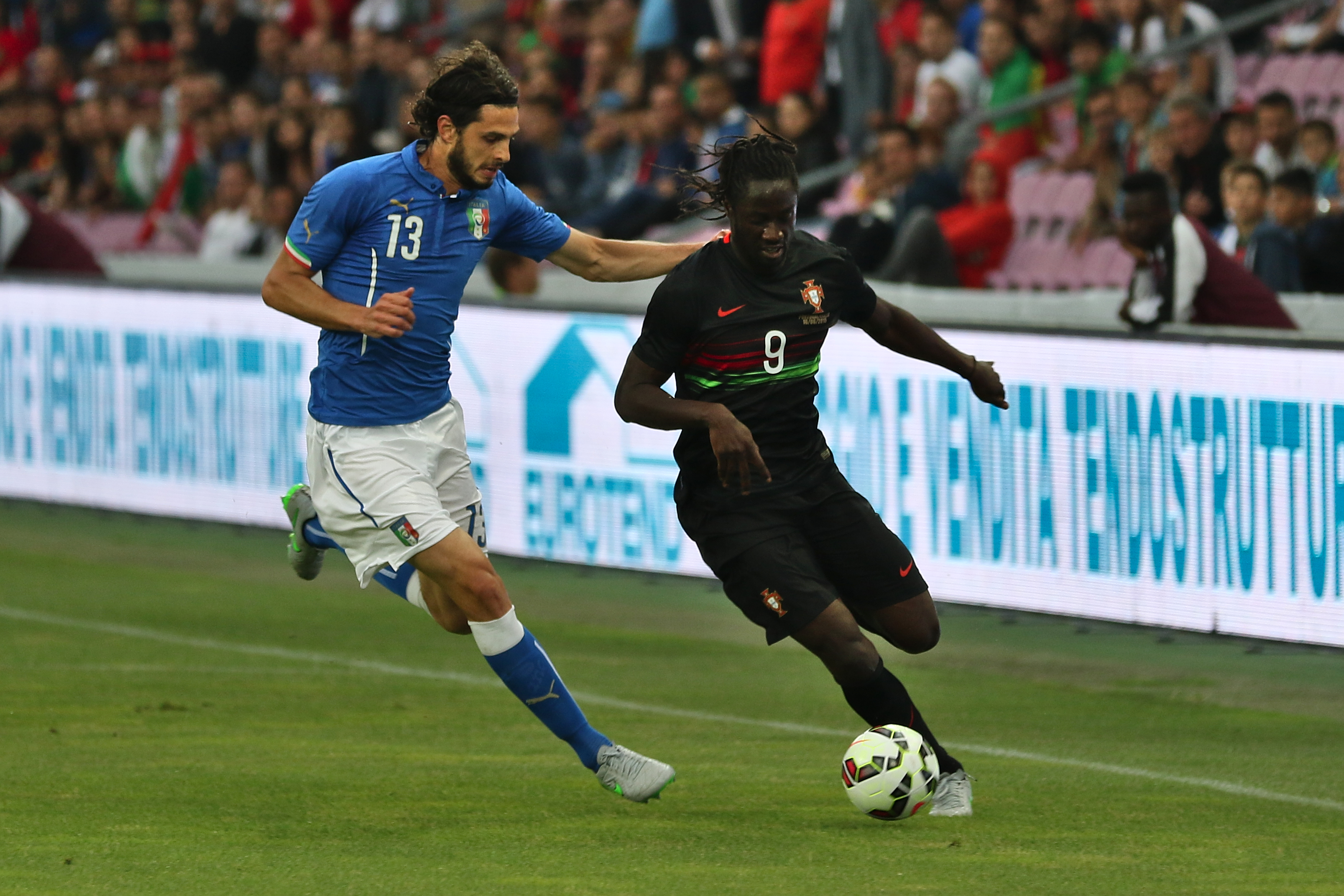
Andrea Ranocchia (à gauche) et Eder (à droite).

En étant l'unique buteur de la finale du dernier Euro contre la France, Eder constitue le transfert majeur pour le LOSC dans le sens des arrivées. Le LOSC l'ayant fait signer après un premier prêt de 6 mois en provenance de Swansea juste avant le début de l'Euro.
Julian Palmieri, en fin de contrat à Bastia, s'engage avec le LOSC et participe au stage de préparation au Touquet, ce sera d'ailleurs la seule recrue à le faire. En effet, il faudra attendre plusieurs semaines avant de voir arriver le reste des recrues, Younousse Sankharé est le suivant à rejoindre l'équipe fin juillet après plusieurs saisons convaincantes à Guingamp, il participe au match retour de coupe d'Europe en Azerbaïdjan.   
Nicolas de Préville pose ses valises à Lille début août juste avant la reprise du championnat à l'aide d'un curieux montage financier. En effet, c'est le KV Ostende, club propriété de Marc Coucke (actionnaire minoritaire du LOSC) qui règle le montant du transfert au Stade de Reims avant de le prêter au LOSC avec option d'achat obligatoire à la fin de la saison. Il fait sa première apparition lors de la deuxième journée lors de la victoire à domicile contre Dijon. Cette opération montre néanmoins les difficultés financières du club lillois qui négociera jusqu'à la fin du mercato avec le Red Star pour récupérer le milieu international tunisien Naïm Sliti, également par le biais d'un prêt avec option d'achat obligatoire à la fin de la saison.
Les autres arrivées sont, à l'instar d'Eder, des joueurs bien connus du public lillois. Ryan Mendes étant de retour de prêt, Rony Lopes, une nouvelle fois prêté par Monaco et Stoppila Sunzu transféré définitivement à Lille après un prêt d'un an. Enfin Carlens Arcus, jeune joueur haïtien, arrive de Troyes pour renforcer l'équipe réserve.

### Transferts hivernaux
Le mercato d'hiver est marqué par le rachat du club par l'homme d'affaires hispano-luxembourgeois Gérard Lopez, qui succède à Michel Seydoux après 15 ans à la présidence du club. Le 30 janvier 2017, soit à un seul jour de la fin du mercato hivernal, le budget du club est validé par la DNCG, le LOSC peut donc enfin recruter et a 24h pour le faire. Le 31 janvier 2017 constitue une date historique pour le club et pour le football en général, car lors de ce dernier jour de mercato, le LOSC enregistre pas moins de sept arrivées (dont six dans l'équipe pro et un dans la réserve) dans cette même journée.
Côté départs, Renato Civelli annonce fin décembre qu'il quitte le LOSC pour terminer sa carrière dans son pays, l'Argentine. Le 30 janvier 2017, Younousse Sankharé quitte le LOSC pour les Girondins de Bordeaux, seulement 6 mois après son arrivée dans le Nord. Le lendemain, lors de cette folle dernière journée, Mounir Obbadi est transféré à l'OGC Nice et Ryan Mendes en Turquie à Kayserispor. Ce même journée, le club décide de mettre fin au contrat de Morgan Amalfitano, qui signera le lendemain au Stade rennais.

## Compétitions
| Championnat de France   | Ligue Europa                                              | Coupe de France                                  | Coupe de la Ligue                                            |
| ----------------------- | --------------------------------------------------------- | ------------------------------------------------ | ------------------------------------------------------------ |
| Onzième place 46 points | 3e tour de qualification éliminé par Qäbälä FK (1-1, 1-0) | Quarts de finale éliminé par l'AS Monaco (2 - 1) | Huitièmes de finale éliminé par le Paris Saint-Germain (3-1) |
| 13V 7N 18D              | 0V 1N 1D                                                  | 3V 0N 1D                                         | 0V 0N 1D                                                     |
| TOTAL: 16V 8N 21D       |                                                           |                                                  |                                                              |

### Championnat

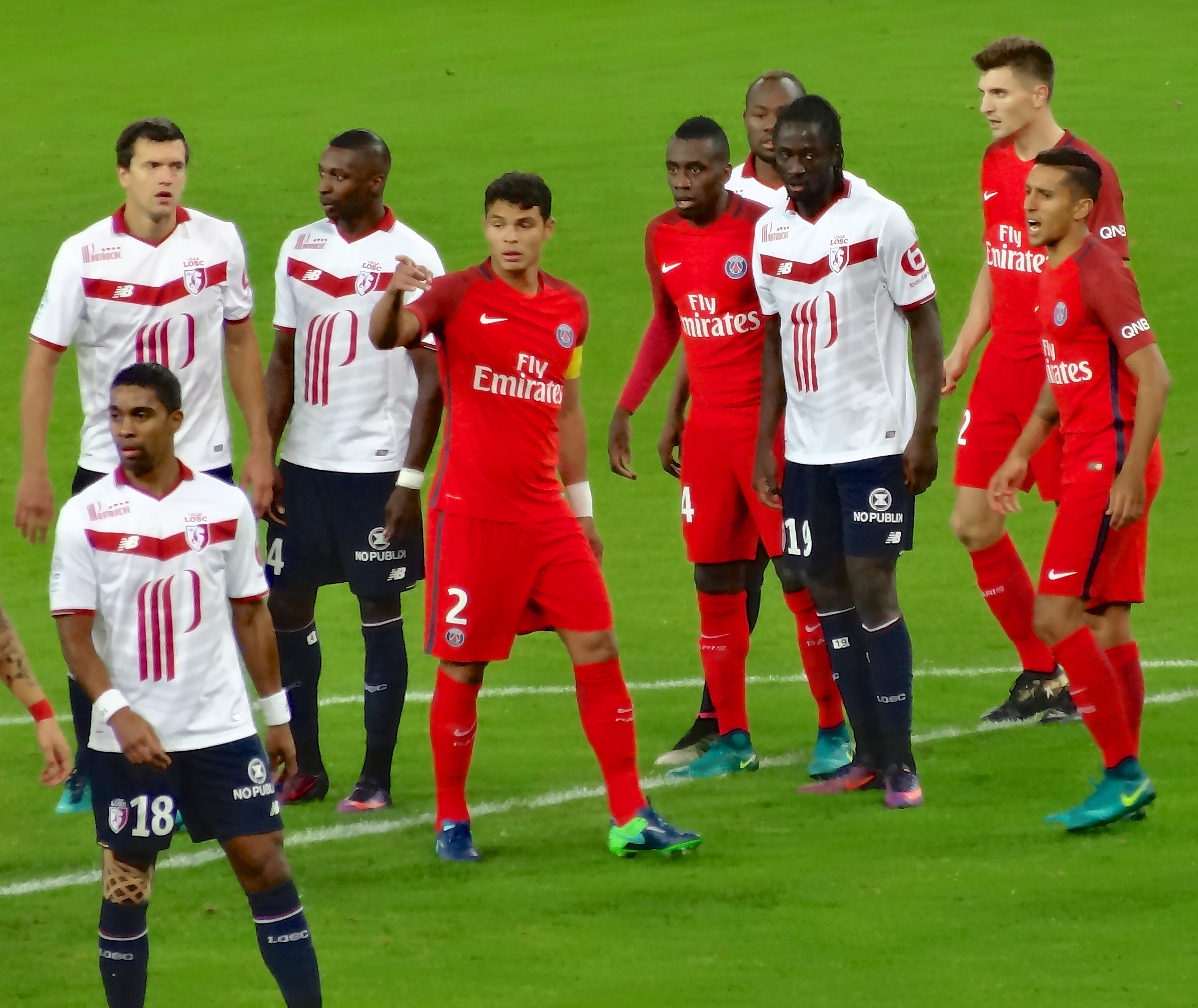
Confrontation contre le PSG.

La Ligue 1 2016-2017 est la soixante-dix-neuvième édition du championnat de France de football et la quinzième sous l'appellation « Ligue 1 ». La division oppose vingt clubs en une série de trente-huit rencontres. Les meilleurs de ce championnat se qualifient pour les coupes d'Europe que sont la Ligue des Champions (le podium) et la Ligue Europa (le quatrième et les vainqueurs des coupes nationales). Le LOSC participe à cette compétition pour la cinquante-septième fois de son histoire et la dix-septième fois de suite depuis la saison 2000-2001.
Les relégués de la saison précédente, le Stade de Reims, quatre ans après sa montée, le GFC Ajaccio et l'ESTAC Troyes, deux clubs promus en Ligue 1 un an plus tôt, sont remplacés par l'AS Nancy-Lorraine, champion de Ligue 2 en 2015-2016 et de retour après trois ans d'absence, le Dijon FCO, qui revient dans l'élite après 4 ans d'absence, et le FC Metz, qui ne sera resté qu'une seule saison en Ligue 2 après sa relégation.

#### Classement
| Rang | Équipe           | Pts | J  | G  | N  | P  | Bp | Bc | Diff |
| ---- | ---------------- | --- | -- | -- | -- | -- | -- | -- | ---- |
| 9    | Stade rennais FC | 50  | 38 | 12 | 14 | 12 | 36 | 42 | −6   |
| 10   | EA Guingamp      | 50  | 38 | 14 | 8  | 16 | 46 | 53 | −7   |
| 11   | LOSC Lille       | 46  | 38 | 13 | 7  | 18 | 40 | 47 | −7   |
| 12   | Angers SCO       | 46  | 38 | 13 | 7  | 18 | 40 | 49 | −9   |
| 13   | Toulouse FC      | 44  | 38 | 10 | 14 | 14 | 37 | 41 | −4   |

#### Évolution du classement et des résultats
| Journée  | 1  | 2  | 3  | 4  | 5  | 6  | 7  | 8  | 9  | 10 | 11 | 12 | 13 | 14 | 15 | 16 | 17 | 18 | 19 | 20 | 21 | 22 | 23 | 24 | 25 | 26 | 27 | 28 | 29 | 30 | 31 | 32 | 33 | 34 | 35 | 36 | 37 | 38 | Journées en tête | Journées barragiste | Journées relégable |
| -------- | -- | -- | -- | -- | -- | -- | -- | -- | -- | -- | -- | -- | -- | -- | -- | -- | -- | -- | -- | -- | -- | -- | -- | -- | -- | -- | -- | -- | -- | -- | -- | -- | -- | -- | -- | -- | -- | -- | ---------------- | ------------------- | ------------------ |
| Rang     | 13 | 10 | 13 | 15 | 17 | 18 | 20 | 18 | 18 | 16 | 17 | 18 | 19 | 19 | 17 | 14 | 11 | 13 | 13 | 14 | 15 | 11 | 13 | 15 | 18 | 15 | 16 | 16 | 14 | 14 | 13 | 13 | 14 | 12 | 11 | 11 | 12 | 11 | 0                | 5                   | 3                  |
| Résultat | D  | G  | N  | D  | D  | D  | D  | G  | D  | G  | D  | D  | D  | N  | G  | G  | G  | D  | N  | N  | N  | G  | D  | D  | D  | G  | D  | N  | G  | N  | G  | D  | D  | G  | G  | D  | D  | G  | —                | —                   | —                  |

### Ligue Europa
À la suite de sa 5e place lors de la saison précédente, le LOSC participe au troisième tour de qualification pour la Ligue Europa.
Le classement UEFA place les lillois au 70e rang européen à la fin de la saison 2015-2016, ce qui lui permet d'être tête de série pour le tirage au sort.
En raison du concert de Rihanna au Stade Pierre Mauroy, le LOSC joue son premier match de l'année au Stadium Lille Métropole.

#### Coefficient UEFA
| Rang 2017 | Rang 2016 | Évolution | Club         | 2012-2013 | 2013-2014 | 2014-2015 | 2015-2016 | 2016-2017 | Coefficient |
| --------- | --------- | --------- | ------------ | --------- | --------- | --------- | --------- | --------- | ----------- |
| 90        | 90        | =         | FC Augsbourg | 3,585     | 2,942     | 3,171     | 10,285    | 2,914     | 22,899      |
| 91        | 112       | +21       | Southampton  | 3,285     | 3,357     | 2,714     | 4,350     | 8,985     | 22,692      |
| 92        | 70        | -22       | LOSC         | 8,350     | 1,700     | 6,183     | 2,216     | 3,883     | 22,333      |
| 93        | 91        | -2        | Swansea City | 3,285     | 10,357    | 2,714     | 2,850     | 2,985     | 22,192      |
| 94        | 94        | =         | NK Maribor   | 3,650     | 6,525     | 7,800     | 1,200     | 1,950     | 21,125      |

### Coupe de la Ligue
La coupe de la Ligue 2016-2017 est la 23e édition de la Coupe de la Ligue, compétition à élimination directe organisée par la Ligue de football professionnel (LFP) depuis 1994, qui rassemble uniquement les clubs professionnels de Ligue 1, Ligue 2 et National. Depuis 2009, la LFP a instauré un nouveau format de coupe plus avantageux pour les équipes qualifiées pour une coupe d'Europe avec une entrée en huitièmes de finale, ce qui est le cas pour le LOSC. Le Paris Saint-Germain remet son titre de Coupe de la Ligue en jeu pour la troisième fois consécutive, après les éditions 2014, 2015 et 2016. Le club parisien détient le record de victoires, au nombre de six, dans cette compétition, à trois unités devant l'Olympique de Marseille et les Girondins de Bordeaux.

### Coupe de France
La coupe de France 2016-2017 est la 100e édition de la coupe de France, une compétition à élimination directe mettant aux prises tous les clubs de football amateurs et professionnels à travers la France métropolitaine et les DOM-TOM. Elle est organisée par la FFF et ses ligues régionales. Lors de cette édition 2017, le PSG remet en jeu son titre de l'année dernière obtenu face à Marseille. Par ailleurs, la formation parisienne co-détient le record de victoires dans cette compétition avec le rival marseillais, au nombre de dix.

## Joueurs

### Effectif professionnel
Le tableau suivant liste l'effectif professionnel du LOSC pour la saison 2016-2017.

### Joueurs prêtés
| Nat. | Nom                | Club en prêt     | Compétition            | Championnat | Championnat | Championnat | Championnat  | Coupes nationales | Coupes nationales | Coupes nationales | Coupes nationales | Total | Total | Total  | Total        |
| Nat. | Nom                | Club en prêt     | Compétition            | MJ          | B           | Averti      | Carton rouge | MJ                | B                 | Averti            | Carton rouge      | MJ    | B     | Averti | Carton rouge |
| ---- | ------------------ | ---------------- | ---------------------- | ----------- | ----------- | ----------- | ------------ | ----------------- | ----------------- | ----------------- | ----------------- | ----- | ----- | ------ | ------------ |
|      | Soualiho Meïté     | SV Zulte Waregem | Division 1A            | 40          | 1           | 5           | 1            | 4                 | 1                 | 0                 | 0                 | 44    | 2     | 5      | 1            |
|      | Baptiste Guillaume | RC Strasbourg    | Ligue 2                | 31          | 9           | 2           | 0            | 6                 | 1                 | 1                 | 0                 | 37    | 10    | 3      | 0            |
|      | Lenny Nangis       | SC Bastia        | Ligue 1                | 30          | 0           | 8           | 0            | 2                 | 0                 | 0                 | 0                 | 32    | 0     | 8      | 0            |
|      | Alexis Araujo      | USL Dunkerque    | National               | 30          | 4           | 5           | 0            | 1                 | 0                 | 0                 | 0                 | 31    | 4     | 5      | 0            |
|      | Marvin Martin      | Dijon FCO        | Ligue 1                | 12          | 0           | 0           | 0            | 1                 | 0                 | 0                 | 0                 | 13    | 0     | 0      | 0            |
|      | Junior Tallo       | Amiens SC        | Ligue 2                | 11          | 1           | 2           | 0            | 0                 | 0                 | 0                 | 0                 | 11    | 1     | 2      | 0            |
|      | Lebo Mothiba       | Valenciennes FC  | Ligue 2                | 9           | 2           | 0           | 0            | 0                 | 0                 | 0                 | 0                 | 9     | 2     | 0      | 0            |
|      | Stoppila Sunzu     | Arsenal Toula    | Russian Premier League | 13          | 0           | 1           | 0            | 1                 | 0                 | 0                 | 0                 | 14    | 0     | 1      | 0            |

## Statistiques

### Statistiques collectives
| Compétition       | Débute au tour | Termine        | Matches joués | Gagnés | Nuls | Perdus | Buts pour | Buts contre | Différence |
| ----------------- | -------------- | -------------- | ------------- | ------ | ---- | ------ | --------- | ----------- | ---------- |
| Ligue 1           | -              | -              | 38            | 13     | 7    | 18     | 40        | 47          | -7         |
| Ligue Europa      | Troisième tour | Troisième tour | 2             | 0      | 1    | 1      | 1         | 2           | -1         |
| Coupe de la Ligue | 1/8 de finale  | 1/8 de finale  | 1             | 0      | 0    | 1      | 1         | 3           | -2         |
| Coupe de France   | 1/32 de finale | -              | 4             | 3      | 0    | 1      | 8         | 4           | +4         |
| Total             | -              | -              | 45            | 16     | 8    | 21     | 50        | 56          | -6         |

### Statistiques individuelles
| Numéro | Nat. | Nom         | Championnat | Championnat | Championnat    | Championnat | Championnat  | Coupes continentales | Coupes continentales | Coupes continentales | Coupes continentales | Coupes continentales | Coupes nationales | Coupes nationales | Coupes nationales | Coupes nationales | Coupes nationales | Total | Total       | Total          | Total  | Total        |
| Numéro | Nat. | Nom         | M.j.        | But inscrit | Passe décisive | Averti      | Carton rouge | M.j.                 | But inscrit          | Passe décisive       | Averti               | Carton rouge         | M.j.              | But inscrit       | Passe décisive    | Averti            | Carton rouge      | M.j.  | But inscrit | Passe décisive | Averti | Carton rouge |
| ------ | ---- | ----------- | ----------- | ----------- | -------------- | ----------- | ------------ | -------------------- | -------------------- | -------------------- | -------------------- | -------------------- | ----------------- | ----------------- | ----------------- | ----------------- | ----------------- | ----- | ----------- | -------------- | ------ | ------------ |
| 1      |      | Enyeama     | 32          | 0           | 0              | 4           | 0            | 2                    | 0                    | 0                    | 0                    | 0                    | 0                 | 0                 | 0                 | 0                 | 0                 | 34    | 0           | 0              | 4      | 0            |
| 2      |      | Corchia     | 38          | 1           | 1              | 2           | 0            | 2                    | 0                    | 0                    | 1                    | 0                    | 2                 | 1                 | 0                 | 0                 | 0                 | 42    | 2           | 1              | 3      | 0            |
| 3      |      | Koné        | 2           | 0           | 0              | 0           | 0            | 0                    | 0                    | 0                    | 0                    | 0                    | 1                 | 0                 | 0                 | 0                 | 0                 | 3     | 0           | 0              | 0      | 0            |
| 4      |      | Sankharé    | 21          | 2           | 1              | 3           | 0            | 1                    | 0                    | 0                    | 1                    | 0                    | 1                 | 0                 | 0                 | 1                 | 0                 | 23    | 2           | 1              | 5      | 0            |
| 4      |      | Gabriel     | 1           | 0           | 0              | 0           | 0            | 0                    | 0                    | 0                    | 0                    | 0                    | 0                 | 0                 | 0                 | 0                 | 0                 | 1     | 0           | 0              | 0      | 0            |
| 5      |      | Civelli     | 13          | 1           | 0              | 4           | 0            | 2                    | 0                    | 0                    | 0                    | 0                    | 1                 | 0                 | 0                 | 0                 | 0                 | 16    | 1           | 0              | 4      | 0            |
| 6      |      | Amadou      | 35          | 1           | 0              | 4           | 0            | 2                    | 0                    | 0                    | 0                    | 0                    | 3                 | 1                 | 0                 | 0                 | 0                 | 40    | 1           | 0              | 4      | 0            |
| 7      |      | El-Ghazi    | 12          | 1           | 0              | 2           | 0            | 0                    | 0                    | 0                    | 0                    | 0                    | 1                 | 1                 | 0                 | 0                 | 0                 | 13    | 1           | 0              | 2      | 0            |
| 8      |      | Xeka        | 13          | 1           | 1              | 2           | 0            | 0                    | 0                    | 0                    | 0                    | 0                    | 1                 | 0                 | 0                 | 0                 | 0                 | 14    | 1           | 1              | 2      | 0            |
| 8      |      | Obbadi      | 5           | 0           | 0              | 2           | 0            | 2                    | 0                    | 0                    | 0                    | 0                    | 0                 | 0                 | 0                 | 0                 | 0                 | 7     | 0           | 0              | 2      | 0            |
| 9      |      | Benzia      | 25          | 3           | 3              | 3           | 0            | 2                    | 0                    | 0                    | 0                    | 0                    | 2                 | 0                 | 0                 | 0                 | 0                 | 29    | 3           | 3              | 3      | 0            |
| 10     |      | Amalfitano  | 17          | 0           | 0              | 0           | 0            | 2                    | 0                    | 0                    | 1                    | 0                    | 0                 | 0                 | 0                 | 0                 | 0                 | 19    | 0           | 0              | 1      | 0            |
| 10     |      | Kishna      | 11          | 0           | 0              | 0           | 0            | 0                    | 0                    | 0                    | 0                    | 0                    | 1                 | 0                 | 0                 | 0                 | 0                 | 12    | 0           | 0              | 0      | 0            |
| 11     |      | Bauthéac    | 14          | 0           | 0              | 4           | 0            | 2                    | 0                    | 0                    | 0                    | 0                    | 1                 | 0                 | 0                 | 0                 | 0                 | 17    | 0           | 0              | 4      | 0            |
| 12     |      | de Préville | 30          | 14          | 1              | 2           | 0            | 0                    | 0                    | 0                    | 0                    | 0                    | 2                 | 0                 | 0                 | 0                 | 0                 | 32    | 14          | 1              | 2      | 0            |
| 13     |      | Sunzu       | 4           | 0           | 0              | 0           | 0            | 0                    | 0                    | 0                    | 0                    | 0                    | 1                 | 0                 | 0                 | 0                 | 0                 | 5     | 0           | 0              | 0      | 0            |
| 15     |      | Palmieri    | 22          | 1           | 2              | 4           | 1            | 2                    | 0                    | 0                    | 0                    | 0                    | 3                 | 0                 | 0                 | 2                 | 0                 | 27    | 1           | 2              | 6      | 1            |
| 16     |      | Maignan     | 7           | 0           | 0              | 0           | 0            | 0                    | 0                    | 0                    | 0                    | 0                    | 4                 | 0                 | 0                 | 1                 | 0                 | 11    | 0           | 0              | 1      | 0            |
| 17     |      | Lopes       | 25          | 4           | 4              | 2           | 0            | 2                    | 0                    | 0                    | 0                    | 0                    | 2                 | 2                 | 0                 | 0                 | 0                 | 29    | 6           | 4              | 2      | 0            |
| 18     |      | Béria       | 28          | 1           | 0              | 7           | 1            | 0                    | 0                    | 0                    | 0                    | 0                    | 2                 | 0                 | 0                 | 0                 | 0                 | 30    | 1           | 0              | 7      | 1            |
| 19     |      | Éder        | 31          | 6           | 3              | 3           | 0            | 1                    | 0                    | 0                    | 0                    | 0                    | 4                 | 1                 | 0                 | 0                 | 0                 | 36    | 7           | 3              | 3      | 0            |
| 20     |      | Mendes      | 7           | 0           | 0              | 0           | 0            | 2                    | 1                    | 0                    | 0                    | 0                    | 0                 | 0                 | 0                 | 0                 | 0                 | 9     | 1           | 0              | 0      | 0            |
| 21     |      | Bissouma    | 23          | 1           | 0              | 4           | 1            | 1                    | 0                    | 0                    | 0                    | 0                    | 2                 | 0                 | 0                 | 0                 | 0                 | 26    | 1           | 0              | 4      | 1            |
| 22     |      | Alonso      | 12          | 0           | 1              | 1           | 0            | 0                    | 0                    | 0                    | 0                    | 0                    | 1                 | 0                 | 0                 | 0                 | 0                 | 13    | 0           | 1              | 1      | 0            |
| 23     |      | Soumaoro    | 27          | 0           | 0              | 1           | 1            | 1                    | 0                    | 0                    | 0                    | 0                    | 4                 | 1                 | 0                 | 0                 | 0                 | 32    | 1           | 0              | 1      | 1            |
| 24     |      | Mavuba      | 18          | 0           | 0              | 4           | 1            | 1                    | 0                    | 0                    | 0                    | 0                    | 0                 | 0                 | 0                 | 0                 | 0                 | 19    | 0           | 0              | 4      | 1            |
| 25     |      | Baša        | 23          | 1           | 0              | 0           | 0            | 1                    | 0                    | 0                    | 0                    | 0                    | 3                 | 1                 | 0                 | 0                 | 0                 | 27    | 2           | 0              | 0      | 0            |
| 26     |      | Bahlouli    | 3           | 0           | 0              | 0           | 0            | 0                    | 0                    | 0                    | 0                    | 0                    | 1                 | 0                 | 0                 | 0                 | 0                 | 4     | 0           | 0              | 0      | 0            |
| 27     |      | Sliti       | 16          | 1           | 2              | 1           | 0            | 0                    | 0                    | 0                    | 0                    | 0                    | 2                 | 0                 | 1                 | 0                 | 0                 | 18    | 1           | 3              | 1      | 0            |
| 28     |      | Terrier     | 11          | 1           | 2              | 1           | 0            | 0                    | 0                    | 0                    | 0                    | 0                    | 4                 | 1                 | 0                 | 3                 | 0                 | 15    | 2           | 2              | 4      | 0            |
| 34     |      | Arcus       | 0           | 0           | 0              | 0           | 0            | 0                    | 0                    | 0                    | 0                    | 0                    | 3                 | 0                 | 0                 | 1                 | 0                 | 3     | 0           | 0              | 1      | 0            |
| 34     |      | Mendyl      | 1           | 0           | 0              | 0           | 0            | 0                    | 0                    | 0                    | 0                    | 0                    | 0                 | 0                 | 0                 | 0                 | 0                 | 1     | 0           | 0              | 0      | 0            |
|        |      | Vanbaleghem | 0           | 0           | 0              | 0           | 0            | 0                    | 0                    | 0                    | 0                    | 0                    | 1                 | 0                 | 0                 | 0                 | 0                 | 1     | 0           | 0              | 0      | 0            |
|        |      | Mothiba     | 0           | 0           | 0              | 0           | 0            | 0                    | 0                    | 0                    | 0                    | 0                    | 1                 | 0                 | 0                 | 0                 | 0                 | 1     | 0           | 0              | 0      | 0            |

## Onze de départ (toutes compétitions)
| \| No. \| Pos. \| Joueur \| Joués \| Notes \| \| --- \| ---- \| ------------------- \| ----- \| ----------------------- \| \| 1 \| GB \| Vincent Enyeama \| 34 \| Maignan a joué 11 fois \| \| 2 \| DD \| Sébastien Corchia \| 42 \| Arcus a joué 3 fois \| \| 23 \| DC \| Adama Soumaoro \| 32 \| Civelli a joué 16 fois \| \| 25 \| DC \| Marko Baša \| 27 \| Alonso a joué 13 fois \| \| 18 \| DG \| Franck Béria \| 30 \| Palmieri a joué 27 fois \| \| 6 \| MR \| Ibrahim Amadou \| 40 \| Mavuba a joué 19 fois \| \| 8 \| MR \| Xeka \| 14 \| Bissouma a joué 26 fois \| \| 9 \| MOC \| Yassine Benzia \| 29 \| Sliti a joué 18 fois \| \| 17 \| AiD \| Rony Lopes \| 29 \| El-Ghazi a joué 12 fois \| \| 12 \| AiG \| Nicolas de Préville \| 32 \| Kishna a joué 12 fois \| \| 19 \| AC \| Éder \| 36 \| Terrier a joué 15 fois \| | Enyeama Corchia Soumaoro Baša (C) Béria Amadou Xeka Benzia Lopes de Préville Éder |                     |       |                         |
| No. | Pos.                                                                              | Joueur              | Joués | Notes                   |
| 1 | GB                                                                                | Vincent Enyeama     | 34    | Maignan a joué 11 fois  |
| 2 | DD                                                                                | Sébastien Corchia   | 42    | Arcus a joué 3 fois     |
| 23 | DC                                                                                | Adama Soumaoro      | 32    | Civelli a joué 16 fois  |
| 25 | DC                                                                                | Marko Baša          | 27    | Alonso a joué 13 fois   |
| 18 | DG                                                                                | Franck Béria        | 30    | Palmieri a joué 27 fois |
| 6 | MR                                                                                | Ibrahim Amadou      | 40    | Mavuba a joué 19 fois   |
| 8 | MR                                                                                | Xeka                | 14    | Bissouma a joué 26 fois |
| 9 | MOC                                                                               | Yassine Benzia      | 29    | Sliti a joué 18 fois    |
| 17 | AiD                                                                               | Rony Lopes          | 29    | El-Ghazi a joué 12 fois |
| 12 | AiG                                                                               | Nicolas de Préville | 32    | Kishna a joué 12 fois   |
| 19 | AC                                                                                | Éder                | 36    | Terrier a joué 15 fois  |

## Affluences
Le LOSC dispute son premier match officiel de la saison au Stadium Lille Métropole en raison d'un concert de Rihanna au même moment au Stade Pierre Mauroy. Programmé au mois de juillet à 19h, il attire un peu plus de 8000 spectateurs
Affluence du LOSC à domicile